# Ventosa de la Cuesta (kommunhuvudort)
Ventosa de la Cuesta är en kommunhuvudort i Spanien.   Den ligger i provinsen Provincia de Valladolid och regionen Kastilien och Leon, i den centrala delen av landet, 140 km nordväst om huvudstaden Madrid. Ventosa de la Cuesta ligger 765 meter över havet och antalet invånare är 129.
Terrängen runt Ventosa de la Cuesta är platt. Runt Ventosa de la Cuesta är det mycket glesbefolkat, med 5 invånare per kvadratkilometer. Närmaste större samhälle är Medina del Campo, 13,0 km sydväst om Ventosa de la Cuesta. Trakten runt Ventosa de la Cuesta består till största delen av jordbruksmark.